# Luis Augusto Castro Quiroga
Luis Augusto Castro Quiroga, I.M.C. (Bogotá, 8 de abril de 1942-Chía, 2 de agosto de 2022) fue un arzobispo y teólogo católico colombiano. Fue arzobispo de Tunja, entre 1998 a 2020; presidente de la CEC, en dos periodos no consecutivos: entre 2005 a 2008 y 2014 a 2017.

## Biografía

### Primeros años y formación
Luis Augusto nació el 8 de abril de 1942, en Bogotá, capital de Colombia.
Estudió en el Instituto San Bernardo De la Salle de Bogotá de la Congregación de los Hermanos de las Escuelas Cristianas y en el Seminario Menor de los Padres Misioneros de la Consolata.
Cursó los estudios de filosofía, en la Pontificia Universidad Javeriana. Estudio teología en la Universidad Urbaniana, en Italia. 
Realizó una especialización en orientación psicológica en la Universidad de Pittsburg y obtuvo el doctorado en Teología en la Pontificia Universidad Javeriana de Bogotá.

### Vida religiosa
Emitió la profesión perpetua en el Instituto Misiones Consolata el 10 de marzo de 1967 y recibió la Ordenación Sacerdotal en Roma el 24 de diciembre de 1967. 
Como sacerdote se desempeñó en los siguientes cargos: 
- Vicario cooperador de la Parroquia de la Catedral y rector de la Universidad de la Amazonía en Florencia (1973-1975).[5]
- Director del Seminario Mayor para los estudios de filosofía del Instituto Misiones Consolata en Bogotá y simultáneamente consejero provincial (1975-1978).
- Superior provincial de su Instituto en Colombia (1978-1981).
- Consejero general del mismo Instituto en Roma (1981-1986).

### Fallecimiento
El 2 de agosto de 2022 falleció a los 80 años en la Clínica Marly de Chía debido al Covid-19. Un primer funeral se celebró en la Catedral Primada de Colombia y el 4 de agosto una segunda en la Catedral basílica metropolitana Santiago de Tunja, siendo después su cuerpo enterrado en la cripta.

## Episcopado

### Obispo-Vicario de San Vicente
El 17 de octubre de 1986 fue nombrado obispo titular de Acque Flavie y vicario apostólico de San Vicente – Puerto Leguízamo y fue consagrado el 29 de noviembre de 1986.

### Arzobispo de Tunja
El 14 de marzo de 1998 fue nombrado Arzobispo de Tunja.
Entre 2002 y 2005 fue Vicepresidente de la Conferencia Episcopal de Colombia. A partir de julio de 2005 es el presidente de la Comisión de Conciliación Nacional.
El 5 de julio de 2005 al 5 de julio de 2008 fue elegido Presidente de la Conferencia Episcopal de Colombia. Fue reelegido en el cargo de Presidente de la Conferencia Episcopal de Colombia el 9 de julio de 2014 por un periodo de 3 años. Además, preside la Comisión de Conciliación Nacional.

### Renuncia
El 11 de febrero de 2020, el papa Francisco acepta su renuncia al Arzobispado de Tunja por límite de edad 78 AÑOS.